# Свето Митрани
Свето Митрани (мкд. Свето Митрани) су насеље у Северној Македонији, у западном делу државе. Свето Митрани припадају општини Крушево.

## Географија
Насеље Свето Митрани је смештено у западном делу Северне Македоније. Од најближег већег града, Прилепа, насеље је удаљено 30 km западно.
Свето Митрани се налазе на западном ободу Пелагоније, највеће висоравни Северне Македоније. Сеоски атар је на истоку равничарски, док се ка западу издижу прва брда Бушеве планине. Надморска висина насеља је приближно 670 метара.
Клима у насељу је континентална.

## Историја
Почетком 20. века, становништво Свето Митрана је било наклоњено српској народној замисли, па се месно становништво у изјашњавало Србима.

## Становништво
По попису становништва из 2002. године Свето Митрани су имали 434 становника.
Претежно становништво у насељу су етнички Македонци (99%).
Већинска вероисповест у насељу је православље.